# Jörg Klingbeil
Jörg Klingbeil (* 25. Oktober 1950 in Dortmund) ist ein deutscher Ministerialbeamter und ehemaliger Landesbeauftragter für den Datenschutz des Landes Baden-Württemberg.
Klingbeil studierte an den Universitäten in Kiel und Freiburg Rechtswissenschaften. Bevor er im Juli 1984 in das Innenministerium des Landes Baden-Württemberg wechselte, war Klingbeil im Landratsamt des Schwarzwald-Baar-Kreises, im Verwaltungsgericht Stuttgart und im baden-württembergischen Wirtschaftsministerium tätig. Im Mai 2008 wurde Klingbeil als Ministerialrat im Innenministerium des Landes Baden-Württemberg stellvertretender Leiter der Abteilung Verfassung, Kommunal- und Sparkassenrecht, Recht und gleichzeitig Leiter des Referats Kommunalwirtschaft und Kommunalfinanzen.
Klingbeil wurde am 18. März 2009 auf Vorschlag von Ministerpräsident Günther Oettinger vom Landtag von Baden-Württemberg einstimmig zum Landesbeauftragten für den Datenschutz (LfD) des Landes Baden-Württemberg gewählt. Er trat am 1. April 2009 die Nachfolge des am 28. Februar 2009 aus dem Amt geschiedenen Peter Zimmermann an, dessen Vertreter er bereits von Oktober 2005 bis April 2008 war. Seine Amtszeit als baden-württembergischer Landesbeauftragter für den Datenschutz endete mit Eintritt Klingbeils in den Ruhestand zum Ablauf des Monats April 2016. Sein Amtsnachfolger wurde Stefan Brink.
Klingbeil ist verheiratet und hat zwei Kinder.